# Kondalampatti
Kondalampatti es una ciudad censal situada en el distrito de Salem en el estado de Tamil Nadu (India). Su población es de 20318 habitantes (2011). Se encuentra a 2 km de Salem y a 59 km de Erode.

## Demografía
Según el censo de 2011 la población de Kondalampatti era de 20318 habitantes, de los cuales 10405 eran hombres y 9913 eran mujeres. Kondalampatti tiene una tasa media de alfabetización del 69,93%, inferior a la media estatal del 80,09%: la alfabetización masculina es del 77,66%, y la alfabetización femenina del 61,83%.